# Shio Satō
Shio Satō (佐藤 史生, Satō Shio), de son vrai nom Chiyoko Satō (佐藤 ちよ子, Satō Chiyoko), née le 6 octobre 1952 à Tome dans la préfecture de Miyagi au Japon et morte  
le 4 avril 2010 à Kiyose dans la préfecture de Tōkyō, est une mangaka japonaise. Membre du Groupe post-l'an 24, elle est connue pour ses mangas de science-fiction.

## Biographie
Née le 6 octobre 1952 à Tome dans la préfecture de Miyagi, Shio Satō part s'installer à Tokyo après avoir terminé sa scolarité au lycée, où elle travaille dans l'industrie de l'impression. Fan de la mangaka Moto Hagio, elle lui envoie une lettre en 1971. En réponse, Hagio l'invite à venir dans le « salon Ōizumi », l'appartement où Hagio vit et travaille en collocation avec la mangaka Keiko Takemiya. Shio visite à plusieurs reprises le salon et aide parfois ses résidentes dans leurs travaux. Finalement à court d'argent en 1972, elle est recrutée par les deux mangaka pour travailler en tant qu'assistante.
Lors de son travail d'assistante, elle est introduite à Junya Yamamoto, éditeur en chef pour Shōgakukan, avec lequel elle travaillera à de nombreuses reprises. Décidée à devenir elle-même mangaka professionnelle, elle envoie ses travaux à différents concours. En 1976 elle remporte le concours Oka Yori, et en 1977 elle fait ses débuts en tant que mangaka en publiant l'histoire Koi wa Ajinomono!? (恋は味なもの!?, L'amour est une chose merveilleuse !?) dans le magazine Bessatsu Shōjo Comic. Pour autant elle continue à travailler en tant qu'assistante jusqu'à ce qu'elle obtienne ses premières séries.
Elle s'oriente rapidement vers les mangas de science-fiction, éloignés des productions grand public. Yamamoto, qui a pour politique de soutenir les talents au détriment du volume de vente, la laisse travailler sur cette niche. Ses mangas de science-fiction parviennent à attirer une fan-base fidèle et sont salués par la critique : Satō construit au travers de ses mangas des mondes imaginaires étranges mais réalistes, que l'anthropologiste Matt Thorn qualifie « d'ethnologiquement plausible », notamment en y plaçant de nombreuses références scientifiques, philosophiques, religieuses et parapsychologiques,,. Ses œuvres les plus populaires sont les deux mangas Yumemiru Wakusei (1980-1984) et One Zero (1984-86).
Lors des années 2000, elle développe un cancer du sein qui est traité avec succès, mais quelques années plus tard elle développe à la fois un cancer osseux et une tumeur du cerveau, desquels elle décède le 4 avril 2010 à Tokyo, à l'âge de 57 ans.

## Œuvre
- Kinseiju (金星樹?), 1979, Kisōtengaisha
- Haru wo Yumemishi (春を夢見し?), 1980, Shinshokan
- Yumemiru Wakusei (夢みる惑星?), 1982–1984, Shogakukan
- Shiseru Ōjo no Tame no Pavane (死せる王女のための孔雀舞?), 1983, Shinshokan
- Ahōsen (阿呆船?), 1984, Shinshokan
- Ryu no Yume, Sonota no Yume (竜の夢 その他の夢?), 1984, Shinshokan
- Kono Mazushiki Chijō ni (この貧しき地上に?), 1985, Shinshokan
- One Zero (ワン・ゼロ?), 1985–1986, Shogakukan
- Datenraku (打天楽?), 1987, Shogakukan
- Kicchō Kajin (吉祥花人?), 1987, Hakusensha
- Raryō-Ō (羅陵王?), 1988, Hakusensha
- Changeling (チェンジリング?), 1989, Shogakukan
- Yadorigi (やどり木?), 1988, Shinshokan
- Shōryō-Ō (精霊王?), 1989, Shogakukan
- Oni ou mono (鬼追うもの?), 1995, Shogakukan
- Shinzō no Nai Kyojin (心臓のない巨人?), 1999, Shogakukan
- Majutsushi Sagashi (魔術師さがし?), 2000, Shogakukan